# Rupert Holzapfel

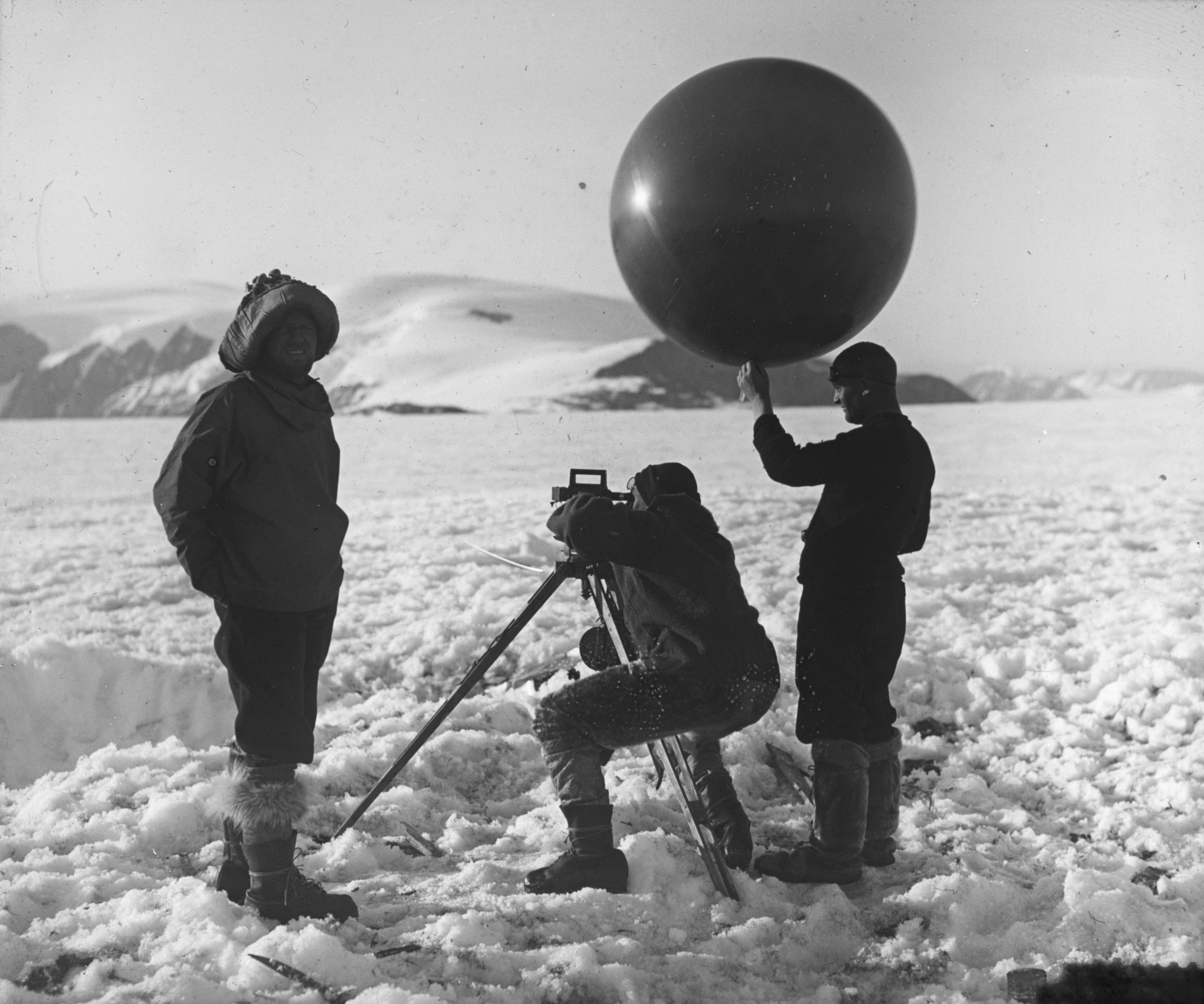
Rupert Holzapfel (Mitte) mit Fritz Loewe (links) und Bernhard Brockamp auf der Wegener-Expedition

Rupert Holzapfel (* 22. April 1905 in Krems an der Donau, Niederösterreich; † 6. Juni 1960 in Unterach am Attersee, Oberösterreich) war ein deutsch-österreichischer Meteorologe und Arktisforscher. Er nahm an mehreren Expeditionen teil, die ihn bis nach Grönland und Afghanistan führten.

## Leben
Rupert Holzapfels Familie stammte aus der Wachau, und dieser Zweig geht zurück auf Elias Holzapfel, der von 1661 bis 1726 als Bauer in Lobendorf bei Großheinrichschlag in der Gemeinde Weinzierl am Walde lebte und in St. Johann begraben wurde. Er war der älteste Sohn (von vier Geschwistern) eines Mittelschullehrers, besuchte die Schule in Krems (Matura 1924) und studierte an der Universität Wien Physik und Meteorologie. Dort schloss er 1928 mit dem Dr. phil. ab. Er war wissenschaftlicher Assistent an der Zentralanstalt für Meteorologie und Geodynamik in Wien und führte Sonnenbeobachtungen auf den Bergstationen Hochobir, Stolzalpe und Kanzelhöhe durch. Mit Alfred Wegener war er auf der Expedition nach Grönland 1930–1931 und leitete dort die Weststation „Scheideck“. Er war dabei, als Wegener, der auf dem Rückweg von der Reise nach Eismitte ums Leben gekommen war, im Frühjahr 1931 gefunden wurde.
Nach weiterer Assistenzzeit am Physikalischen Institut in Wien habilitierte sich Holzapfel 1935 am Meteorologischen Institut in Jena und ging 1936 an das deutsche Reichsamt für Wetterdienst. 1936–1937 war er auf einer Expedition nach Afghanistan, um am Anjumanpass im Hindukusch auf 4000 m Höhe meteorologische Beobachtungen zur Erschließung des Flugverkehrs der Lufthansa in den Fernen Osten durchzuführen. Holzapfel war anschließend wieder im Reichswetterdienst und am Observatorium in Lindenberg mit der Auswertung von meteorologischen Höhenmessungen durch Ballonaufstiege betraut. In Lindenberg war Alfred Wegener 1905 selbst Assistent geworden.
Holzapfel heiratete 1934 in Haderslev in Dänemark Else Lundbye (1909–2006), die Tochter des dänischen Stiftamtmanns (in etwa Regierungspräsident) Christian Ludvig Lundbye (1873–1947). Aus der Ehe gingen zwei Söhne hervor: der Physiker Christian Holzapfel (* 1937) und der Liedforscher und Volkskundler Otto Holzapfel (* 1941).
1940 bis Anfang 1945 war Holzapfel bei der Luftwaffe in Norwegen u. a. mit dem Wetterschiff Sachsen vor der ostgrönländischen Küste und als Wetterflieger im Norden bis über Spitzbergen, Jan Mayen und Nowaja Semlja. Zu Ende des Zweiten Weltkrieges leitete er in Südnorwegen die arktische Ausbildung für meteorologische Einsätze auf den Wetterstationen der Wehrmacht in der Arktis durch die Luftwaffe.
Rupert Holzapfel beteiligte sich daran, den Wetterdienst in der amerikanischen Zone in Bad Kissingen neu aufzubauen. 1957 zog er mit diesem nach Offenbach am Main in das neugeschaffene Zentralamt des Deutschen Wetterdienstes um.

## Hauptwerke
- Ergebnisse von Strahlungs- und Polarisationsmessungen auf dem Hochobir im Sommer 1927. In: Sitzungsberichte der Akademie der Wissenschaften in Wien, mathematisch-naturwissenschaftliche Klasse, Bd. 138, 1929, Heft 1–2.
- Meteorologische Arbeiten an der Weststation. In: Else Wegener: Alfred Wegeners letzte Grönlandfahrt: Die Erlebnisse der deutschen Grönlandexpedition 1930/1931 [...]. F. A. Brockhaus, Leipzig 1932.
- Die Tätigkeit des deutschen Wetterdienstes der Luftwaffe in der Arktis während des Krieges. In: Berichte des Deutschen Wetterdienstes in der US-Zone, Bd. 12, Bad Kissingen 1949.
- Ergebnisse aerologischer Beobachtungen in Deutschland I-III, Bad Kissingen 1956 = Berichte des Deutschen Wetterdienstes Bd. 27.
- Ergebnisse aerologischer Beobachtungen in Deutschland IV-IX, Offenbach am Main 1960 = Berichte des Deutschen Wetterdienstes Bd. 68.